# Campionati del mondo di atletica leggera 2007
I Campionati del mondo di atletica leggera 2007 (in inglese 11th IAAF World Championships in Athletics) sono stati l'11ª edizione dei Campionati del mondo di atletica leggera. La competizione si è svolta dal 24 agosto al 2 settembre presso lo stadio Nagai di Osaka, in Giappone. 200 nazioni e 1 981 atleti erano iscritti alle competizioni, 1 978 hanno partecipato, un duplice primato.

## Candidatura
Osaka è stata dichiarata dalla IAAF sede dei Campionati del mondo di atletica il 16 novembre 2006 in quanto unica candidata, dato che Budapest (Ungheria) e Berlino (Germania) avevano ritirato la propria proposta. Tokyo, la tradizionale città "rivale" di Osaka, aveva già organizzato i campionati nel 1991.

## Medagliati

### Uomini
| Specialità                        | Oro | Prestazione | Argento                                                                                    | Prestazione | Bronzo | Prestazione |
| Corse piane                       | |             |                                                                                            |             | |             |
| 100 m (dettagli)                  | Tyson Gay                                                                                                  | 9"85        | Derrick Atkins                                                                             | 9"91        | Asafa Powell                                                                                              | 9"96        |
| 200 m (dettagli)                  | Tyson Gay                                                                                                  | 19"76       | Usain Bolt                                                                                 | 19"91       | Wallace Spearmon                                                                                          | 20"05       |
| 400 m (dettagli)                  | Jeremy Wariner                                                                                             | 43"45       | LaShawn Merritt                                                                            | 43"96       | Angelo Taylor                                                                                             | 44"32       |
| 800 m (dettagli)                  | Alfred Kirwa Yego                                                                                          | 1'47"09     | Gary Reed                                                                                  | 1'47"10     | Jurij Borzakovskij                                                                                        | 1'47"39     |
| 1 500 m (dettagli)                | Bernard Lagat                                                                                              | 3'34"77     | Rashid Ramzi                                                                               | 3'35"00     | Shedrack Kibet Korir                                                                                      | 3'35"04     |
| 5 000 m (dettagli)                | Bernard Lagat                                                                                              | 13'45"87    | Eliud Kipchoge                                                                             | 13'46"00    | Moses Ndiema Kipsiro                                                                                      | 13'46"75    |
| 10 000 m (dettagli)               | Kenenisa Bekele                                                                                            | 27'05"90    | Sileshi Sihine                                                                             | 27'09"03    | Martin Mathathi                                                                                           | 27'12"17    |
| Corse a ostacoli                  | |             |                                                                                            |             | |             |
| 110 hs (dettagli)                 | Liu Xiang                                                                                                  | 12"95       | Terrence Trammell                                                                          | 12"99       | David Payne                                                                                               | 13"02       |
| 400 hs (dettagli)                 | Kerron Clement                                                                                             | 47"61       | Félix Sánchez                                                                              | 48"01       | Marek Plawgo                                                                                              | 48"12       |
| 3 000 siepi (dettagli)            | Brimin Kipruto                                                                                             | 8'13"82     | Ezekiel Kemboi                                                                             | 8'16"94     | Richard Mateelong                                                                                         | 8'17"59     |
| Prove su strada                   | |             |                                                                                            |             | |             |
| Maratona (dettagli)               | Luke Kibet                                                                                                 | 2h15'59"    | Mubarak Hassan Shami                                                                       | 2h17'18"    | Viktor Röthlin                                                                                            | 2h17'25"    |
| Marcia 20 km (dettagli)           | Jefferson Pérez                                                                                            | 1h22'20"    | Francisco Javier Fernández                                                                 | 1h22'40"    | Hatem Ghoula                                                                                              | 1h22'40"    |
| Marcia 50 km (dettagli)           | Nathan Deakes                                                                                              | 3h43'53"    | Yohann Diniz                                                                               | 3h44'22"    | Alex Schwazer                                                                                             | 3h44'38"    |
| Salti                             | |             |                                                                                            |             | |             |
| Salto con l'asta (dettagli)       | Brad Walker                                                                                                | 5,86 m      | Romain Mesnil                                                                              | 5,86 m      | Danny Ecker                                                                                               | 5,81 m      |
| Salto in alto (dettagli)          | Donald Thomas                                                                                              | 2,35 m      | Jaroslav Rybakov                                                                           | 2,35 m      | Kyriakos Iōannou                                                                                          | 2,35 m      |
| Salto in lungo (dettagli)         | Irving Saladino                                                                                            | 8,57 m      | Andrew Howe                                                                                | 8,47 m      | Dwight Phillips                                                                                           | 8,30 m      |
| Salto triplo (dettagli)           | Nelson Évora                                                                                               | 17,74 m     | Jadel Gregório                                                                             | 17,59 m     | Walter Davis                                                                                              | 17,33 m     |
| Lanci                             | |             |                                                                                            |             | |             |
| Getto del peso (dettagli)         | Reese Hoffa                                                                                                | 22,04 m     | Adam Nelson                                                                                | 21,61 m     | Rutger Smith                                                                                              | 21,13 m     |
| Lancio del disco (dettagli)       | Gerd Kanter                                                                                                | 68,94 m     | Robert Harting                                                                             | 66,68 m     | Rutger Smith                                                                                              | 66,42 m     |
| Lancio del martello (dettagli)    | Ivan Cichan                                                                                                | 83,63 m     | Primož Kozmus                                                                              | 82,29 m     | Libor Charfreitag                                                                                         | 81,60 m     |
| Lancio del giavellotto (dettagli) | Tero Pitkämäki                                                                                             | 90,33 m     | Andreas Thorkildsen                                                                        | 88,61 m     | Breaux Greer                                                                                              | 86,21 m     |
| Prove multiple                    | |             |                                                                                            |             | |             |
| Decathlon (dettagli)              | Roman Šebrle                                                                                               | 8 676 p.    | Maurice Smith                                                                              | 8 644 p.    | Dmitrij Karpov                                                                                            | 8 586 p.    |
| Staffette                         | |             |                                                                                            |             | |             |
| Staffetta 4×100 m (dettagli)      | Stati Uniti Darvis Patton Wallace Spearmon Tyson Gay Leroy Dixon Rodney Martin                             | 37"78       | Giamaica Marvin Anderson Usain Bolt Nesta Carter Asafa Powell Dwight Thomas Steve Mullings | 37"89       | Regno Unito Christian Malcolm Craig Pickering Marlon Devonish Mark Lewis-Francis                          | 37"90       |
| Staffetta 4×400 m (dettagli)      | Stati Uniti LaShawn Merritt Angelo Taylor Darold Williamson Jeremy Wariner Bershawn Jackson Kerron Clement | 2'55"56     | Bahamas Avard Moncur Michael Mathieu Andrae Williams Chris Brown Nathaniel McKinney        | 2'59"18     | Polonia Marek Plawgo Daniel Dąbrowski Marcin Marciniszyn Kacper Kozłowski Rafał Wieruszewski Witold Bańka | 3'00"05     |

 record mondiale;  record mondiale stagionale;  record africano;  record asiatico;  record europeo;  record nord-centroamericano e caraibico;  record sudamericano;  record oceaniano;  record dei campionati;  record nazionale;  record personale;  record personale stagionale.

### Donne
| Specialità                        | Oro | Prestazione | Argento                                                                                              | Prestazione | Bronzo                                                                                 | Prestazione   |
| Corse piane                       | |             | |             |                                                                                        |               |
| 100 m (dettagli)                  | Veronica Campbell-Brown                                                                                 | 11"01       | Lauryn Williams                                                                                      | 11"01       | Carmelita Jeter                                                                        | 11"02         |
| 200 m (dettagli)                  | Allyson Felix                                                                                           | 21"81       | Veronica Campbell                                                                                    | 22"34       | Susanthika Jayasinghe                                                                  | 22"63         |
| 400 m (dettagli)                  | Christine Ohuruogu                                                                                      | 49"61       | Nicola Sanders                                                                                       | 49"65       | Novlene Williams-Mills                                                                 | 49"66         |
| 800 m (dettagli)                  | Janeth Jepkosgei                                                                                        | 1'56"04     | Hasna Benhassi                                                                                       | 1'56"99     | Mayte Martínez                                                                         | 1'57"62       |
| 1 500 m (dettagli)                | Maryam Yusuf Jamal                                                                                      | 3'58"75     | Iryna Liščyns'ka                                                                                     | 4'00"69     | Daniela Yordanova                                                                      | 4'00"82       |
| 5 000 m (dettagli)                | Meseret Defar                                                                                           | 14'57"91    | Vivian Cheruiyot                                                                                     | 14'58"50    | Priscah Jepleting Cherono                                                              | 14'59"21      |
| 10 000 m (dettagli)               | Tirunesh Dibaba                                                                                         | 31'55"41    | Kara Goucher                                                                                         | 32'02"05    | Jo Pavey                                                                               | 32'03"81      |
| Corse a ostacoli                  | |             | |             |                                                                                        |               |
| 100 hs (dettagli)                 | Michelle Perry                                                                                          | 12"46       | Perdita Felicien                                                                                     | 12"49       | Delloreen Ennis-London                                                                 | 12"50         |
| 400 hs (dettagli)                 | Jana Pittman-Rawlinson                                                                                  | 53"31       | Julija Pečënkina                                                                                     | 53"50       | Anna Jesień                                                                            | 53"92         |
| 3 000 siepi (dettagli)            | Ekaterina Volkova                                                                                       | 9'06"57     | Tatyana Petrova                                                                                      | 9'09"19     | Eunice Jepkorir                                                                        | 9'20"09       |
| Prove su strada                   | |             | |             |                                                                                        |               |
| Maratona (dettagli)               | Catherine Ndereba                                                                                       | 2h30'37"    | Zhou Chunxiu                                                                                         | 2h30'45"    | Reiko Tosa                                                                             | 2h30'55"      |
| Marcia 20 km (dettagli)           | Ol'ga Kanis'kina                                                                                        | 1h30'09"    | Tat'jana Šemjakina                                                                                   | 1h30'42"    | María Vasco                                                                            | 1h30'47"      |
| Salti                             | |             | |             |                                                                                        |               |
| Salto con l'asta (dettagli)       | Elena Isinbaeva                                                                                         | 4,80 m      | Kateřina Baďurová                                                                                    | 4,75 m      | Svetlana Feofanova                                                                     | 4,75 m        |
| Salto in alto (dettagli)          | Blanka Vlašić                                                                                           | 2,05 m      | Antonietta Di Martino Anna Čičerova                                                                  | 2,03 m      | Non assegnato                                                                          | Non assegnato |
| Salto in lungo (dettagli)         | Tat'jana Lebedeva                                                                                       | 7,03 m      | Ljudmila Kolčanova                                                                                   | 6,92 m      | Tat'jana Kotova                                                                        | 6,90 m        |
| Salto triplo (dettagli)           | Yargelis Savigne                                                                                        | 15,28 m     | Tat'jana Lebedeva                                                                                    | 15,07 m     | Marija Šestak                                                                          | 14,72 m       |
| Lanci                             | |             | |             |                                                                                        |               |
| Getto del peso (dettagli)         | Valerie Vili                                                                                            | 20,54 m     | Nadine Kleinert                                                                                      | 19,77 m     | Li Ling                                                                                | 19,38 m       |
| Lancio del disco (dettagli)       | Franka Dietzsch                                                                                         | 66,61 m     | Yarelys Barrios                                                                                      | 63,90 m     | Nicoleta Grasu                                                                         | 63,40 m       |
| Lancio del martello (dettagli)    | Betty Heidler                                                                                           | 74,76 m     | Yipsi Moreno                                                                                         | 74,74 m     | Zhang Wenxiu                                                                           | 74,39 m       |
| Lancio del giavellotto (dettagli) | Barbora Špotáková                                                                                       | 67,07 m     | Christina Obergföll                                                                                  | 66,46 m     | Steffi Nerius                                                                          | 64,42 m       |
| Prove multiple                    | |             | |             |                                                                                        |               |
| Eptathlon (dettagli)              | Carolina Klüft                                                                                          | 7 032 p.    | Ljudmyla Blons'ka                                                                                    | 6 832 p.    | Kelly Sotherton                                                                        | 6 510 p.      |
| Staffette                         | |             | |             |                                                                                        |               |
| Staffetta 4×100 m (dettagli)      | Stati Uniti Lauryn Williams Allyson Felix Mikele Barber Torri Edwards Carmelita Jeter Mechelle Lewis    | 41"98       | Giamaica Sheri-Ann Brooks Kerron Stewart Simone Facey Veronica Campbell Shelly-Ann Fraser            | 42"01       | Belgio Olivia Borlée Hanna Mariën Élodie Ouédraogo Kim Gevaert                         | 42"75         |
| Staffetta 4×400 m (dettagli)      | Stati Uniti DeeDee Trotter Allyson Felix Mary Wineberg Sanya Richards Monique Hennagan Natasha Hastings | 3'18"55     | Giamaica Shericka Williams Shereefa Lloyd Davita Prendergast Novlene Williams-Mills Anastasia Le-Roy | 3'19"73     | Regno Unito Christine Ohuruogu Marilyn Okoro Lee McConnell Nicola Sanders Donna Fraser | 3'20"04       |

 record mondiale;  record mondiale stagionale;  record africano;  record asiatico;  record europeo;  record nord-centroamericano e caraibico;  record sudamericano;  record oceaniano;  record dei campionati;  record nazionale;  record personale;  record personale stagionale.

## Medagliere
| Posizione | Paese           | Oro | Argento | Bronzo | Totale |
| --------- | --------------- | --- | ------- | ------ | ------ |
| 1         | Stati Uniti     | 14  | 4       | 8      | 26     |
| 2         | Kenya           | 5   | 3       | 5      | 13     |
| 3         | Russia          | 4   | 7       | 3      | 14     |
| 4         | Etiopia         | 3   | 1       | 0      | 4      |
| 5         | Germania        | 2   | 2       | 3      | 7      |
| 6         | Rep. Ceca       | 2   | 1       | 0      | 3      |
| 7         | Australia       | 2   | 0       | 0      | 2      |
| 8         | Giamaica        | 1   | 6       | 3      | 10     |
| 9         | Bahamas         | 1   | 2       | 0      | 3      |
| 9         | Cuba            | 1   | 2       | 0      | 3      |
| 11        | Gran Bretagna   | 1   | 1       | 3      | 5      |
| 12        | Cina            | 1   | 1       | 1      | 3      |
| 13        | Bahrein         | 1   | 1       | 0      | 2      |
| 13        | Bielorussia     | 1   | 1       | 0      | 2      |
| 15        | Croazia         | 1   | 0       | 0      | 1      |
| 15        | Ecuador         | 1   | 0       | 0      | 1      |
| 15        | Estonia         | 1   | 0       | 0      | 1      |
| 15        | Finlandia       | 1   | 0       | 0      | 1      |
| 15        | Nuova Zelanda   | 1   | 0       | 0      | 1      |
| 15        | Panama          | 1   | 0       | 0      | 1      |
| 15        | Portogallo      | 1   | 0       | 0      | 1      |
| 15        | Svezia          | 1   | 0       | 0      | 1      |
| 23        | Italia          | 0   | 2       | 1      | 3      |
| 24        | Canada          | 0   | 2       | 0      | 2      |
| 24        | Francia         | 0   | 2       | 0      | 2      |
| 24        | Ucraina         | 0   | 2       | 0      | 2      |
| 27        | Spagna          | 0   | 1       | 2      | 3      |
| 28        | Brasile         | 0   | 1       | 0      | 1      |
| 28        | Marocco         | 0   | 1       | 0      | 1      |
| 28        | Norvegia        | 0   | 1       | 0      | 1      |
| 28        | Qatar           | 0   | 1       | 0      | 1      |
| 28        | Rep. Dominicana | 0   | 1       | 0      | 1      |
| 28        | Slovenia        | 0   | 1       | 0      | 1      |
| 28        | Turchia         | 0   | 1       | 0      | 1      |
| 35        | Polonia         | 0   | 0       | 3      | 3      |
| 36        | Paesi Bassi     | 0   | 0       | 2      | 2      |
| 37        | Belgio          | 0   | 0       | 1      | 1      |
| 37        | Bulgaria        | 0   | 0       | 1      | 1      |
| 37        | Cipro           | 0   | 0       | 1      | 1      |
| 37        | Giappone        | 0   | 0       | 1      | 1      |
| 37        | Grecia          | 0   | 0       | 1      | 1      |
| 37        | Kazakistan      | 0   | 0       | 1      | 1      |
| 37        | Romania         | 0   | 0       | 1      | 1      |
| 37        | Slovacchia      | 0   | 0       | 1      | 1      |
| 37        | Sri Lanka       | 0   | 0       | 1      | 1      |
| 37        | Svizzera        | 0   | 0       | 1      | 1      |
| 37        | Tunisia         | 0   | 0       | 1      | 1      |
| 37        | Uganda          | 0   | 0       | 1      | 1      |
| Totale    | Totale          | 47  | 48      | 46     | 141    |